# عجة (طبق تونسي)
العجة (في تونس) هو طبق معروف في تونس لسهولة وسرعة التحضير. يتكون الطبق بشكل أساسي من البيض، الطماطم، البصل، الفلفل والبهارات (الثوم والملح والفلفل أكحل وكمون)، وتطبخ جميعها في زيت الزيتون. ويمكن إضافة مكونات أخرى مثل المرقاز أو غلال البحر. بإضافة البطاطا أو غيرها من الخضروات تصبح العجة شكشوكة. وتختلف في مصر حيث يضاف للمكونات بعض دقيق القمح وتدخل الفرن لمدة خمس دقائق حتى يحمر وجهها ثم تقطع وتقدم ساخنة

## أنظر ايضًا
- شكشوكة